# 狼穽

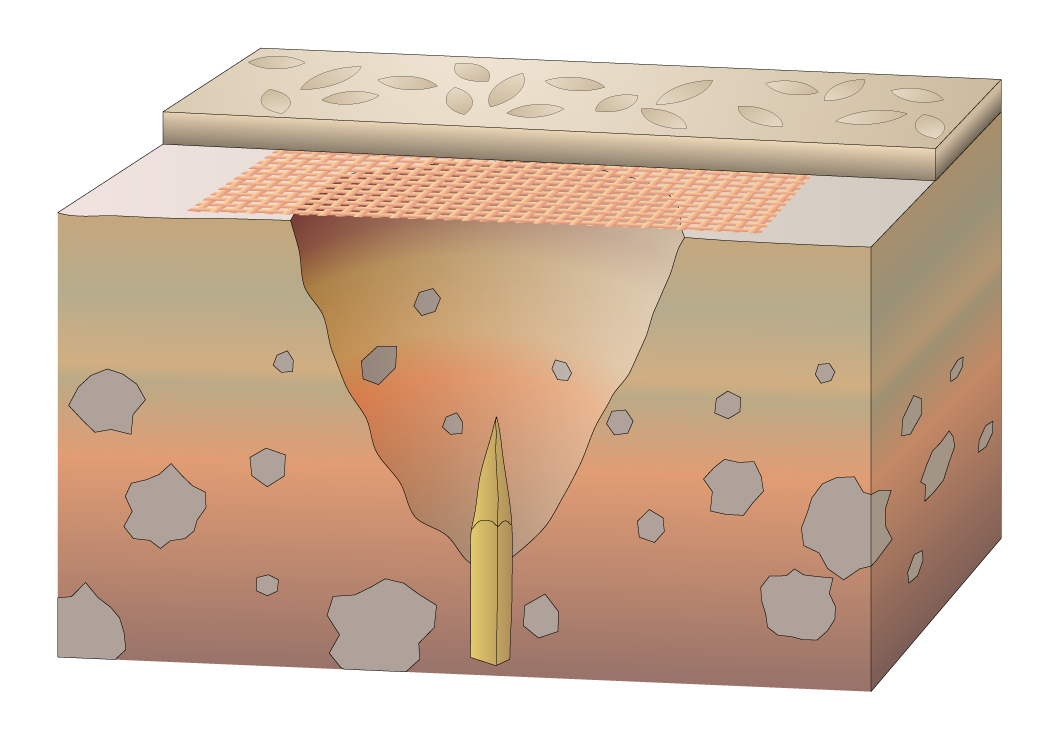
狼穽の概念図

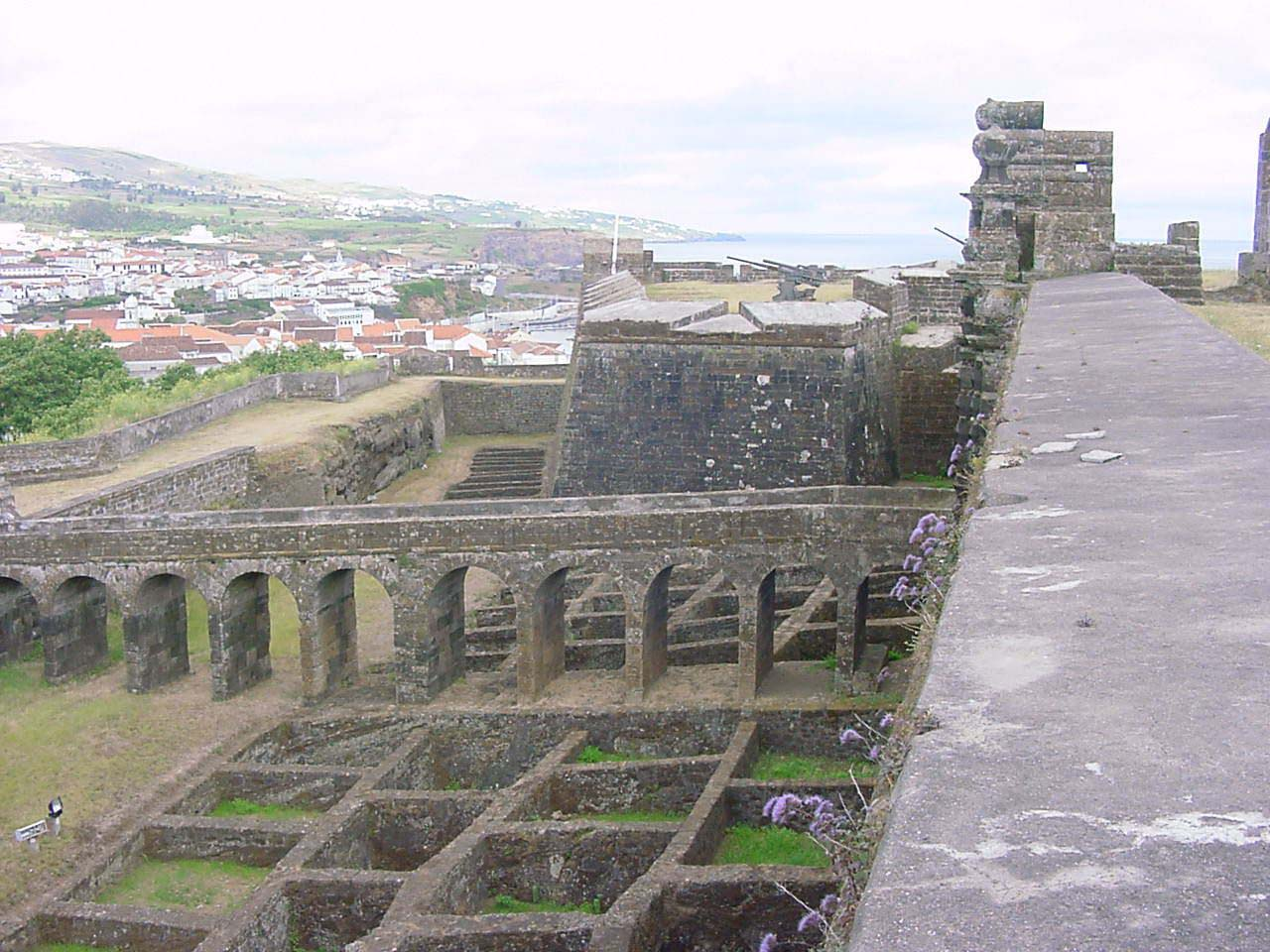
仮設ではない恒久的な狼穽の例。 サン・ジョアン・バティスタ要塞の空堀に設置された物（ポルトガル領アゾレス諸島のテルセイラ島）

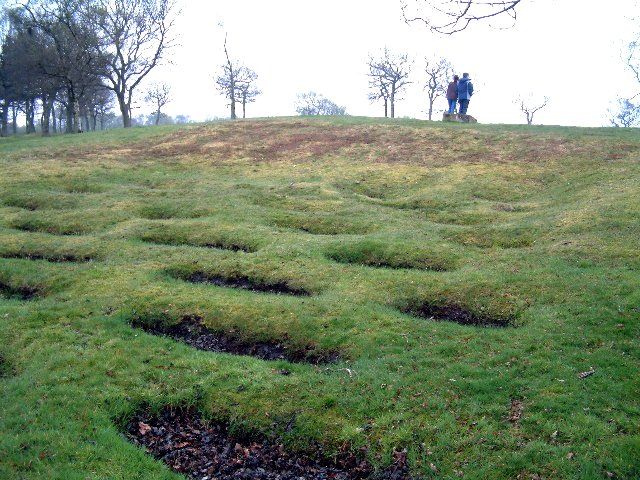
ローマ時代の例。スコットランドのフォルカーク近郊

狼穽（ろうせい、仏: trous de loup）は、中世の城砦で用いられた一種のブービートラップあるいは陣地防御用の障害物。一種の落とし穴で、深さ約2m、上部の穴径が幅1.2〜2mの円錐形で、底部にはパンジ・スティックのような先の尖った木の棒が打ち込まれていた。
穴はむき出しな場合もあったし、あるいは簡単に踏み抜ける薄い木材などで作られたカバーの上に覆土して隠蔽されることもあった。

## 概要
落とし穴を堡塁の外岸の前に並び続くようにしたもので、それぞれの落とし穴は頭部を切り落とした円錐を逆さにしたような形状である。通常は、その上部の中径は2m、下部の中径は0.7m、深さは1.3mで、底面には小杭を3本、植立する。その配設には十分な訓練と時間が必要であるとされた。攻撃側の兵が落ちることなく安全に穴に入って、散兵壕のように利用してしまうリスクがあることから、鉄条網、鹿柴のような副防御を配置することができない場合に使用される。
日露戦争で、旅順要塞の老虎尾方面に数列、構築されていた。

## 歴史
文献上ではガリア戦記の第7巻第73節でカエサルがアレシアの戦いで攻囲陣地の補強のために設置を命じた障害物の一つとして「百合（羅: lilium）」の名で紹介されている。
ローマ時代の敷設例はスコットランドのアントニヌスの長城周辺などで見られる。